# قروض الزواج
قروض الزواج ((بالألمانية: Ehestandsdarlehen)‏, تُلفظ بالألمانية: [ˈeːəʃtantsˌdaʁleːən]) كانت جزءًا من خطة التشجيع على تكوين أسر في ألمانيا النازية. وبدأت هذه القروض في عام 1933، وكانت تقدم إلى المتزوجين حديثًا في شكل قسائم شراء للأثاث المنزلي، مبدئيًا بشرط أن تتوقف المرأة عن العمل. ويتم خصم ربع مبلغ القرض عن كل طفل ينجبه الزوجان.
استحدث قروض الزواج «قانون خفض معدلات البطالة» الذي صدر في 1 يونيو 1933. وكان الآريون المتزوجون حديثًا مؤهلين للحصول على قرض بلا فوائد بقيمة 1000 رايخ مارك، في شكل قسائم باسم الزوج يمكن إنفاقها على شراء البضائع المنزلية، مثل الأثاث. وتقريبًا، كان مبلغ القرض يساوي خُمس متوسط صافي المرتب السنوي؛ وكان دخل العاملين في المجال الصناعي 140 رايخ مارك شهريًا.
في البداية، استدعت القروض من العروس التوقف عن العمل فورًا وألا تعمل في وظيفة أخرى خلال مدة القرض إلا إذا كان دخل الزوج أقل من 125 رايخ مارك في الشهر. وكان يأمل المخططون أن يسفر برنامج القرض عن ترك 800000 امرأة قوة العمل خلال السنوات الأربع الأولى، وقد اقترن هذا البرنامج ببرنامج إعانات لتصنيع الأثاث المنزلي هدفه توفير وظائف لـ200000 رجل آخر. وفي شهر نوفمبر عام 1933، كان المقال الرئيسي لجريدة فولكشر بئوبختار (Völkischer Beobachter) مثالاً «مشرقًا» لحفل زفاف جماعي واستقالات لاحقة لـ122 موظفة من مصنع السجائر «ريمستا» في برلين، وبذلك أتاحت وظائف شاغرة لرجال عاطلين عن العمل. وبحلول عام 1937، تحقق التوظيف الكامل للرجال وأصبحت العاملات من النساء مطلوبات، وهكذا تم إلغاء الشرط وأصبح القرض متاحًا لجميع الشباب المثبت أصلهم الآري ولياقتهم الجينية. وتسبب ذلك في زيادة الطلبات: بحلول عام 1936 كان يحصل على القروض تقريبًا ثلث الأزواج؛ وبحلول عام 1939 ارتفعت هذه النسبة إلى 42%. وفي يوليو 1938، أضيف برنامج خاص لقرض الزواج للعاملين في الزراعة كجزء من مرسوم رفاهية سكان المناطق الريفية: وكان الأزواج مؤهلين للحصول عليه في حال عمل أحدهم في الزراعة أو الغابات لمدة خمس سنوات قبل الزواج، وسيتم إسقاط القرض بعد عشر سنوات أخرى من هذا العمل. هذا علاوة على إعانة مالية متجددة قيمتها 400 رايخ مارك للعاملين في المزارع لتأسيس منزل.
استلزم التقدم للحصول على القروض إثبات «اللياقة» الوراثية والطبية؛ وهو ما يمكن أن يكون مكلفًا. ومع ذلك، أوقف قانون صدر في 31 أغسطس 1939 المتطلبات المستندية لذلك إثر توقع الحرب.
تحتم على الزوجين اللذين كانا يعملان رد القرض بمعدل 3% شهريًا؛ وإذا كان الزوج فقط هو من يعمل، كان معدل التسديد 1% شهريًا. وتماشيًا مع سياسة النازية لعكس الانخفاض في معدل المواليد بين الألمان، فقد كان يتم إسقاط ربع مبلغ القرض على كل طفل مولود، وهكذا مع إنجاب الطفل الرابع يكون قد سقط مبلغ القرض بالكامل. وهذا أدى إلى ظهور الكلمة العامية abkindern (من ab بمعنى من وKind الطفل) لتسديد القرض بإنجاب الأطفال.
وبحلول نهاية عام 1938، تم منح 1121000 قرض زواج، 800000 بموجب الشروط الأصلية التي تستلزم توقف العروس عن العمل وتسببت «طفرة الأطفال» في إعفاء 980000 من سداد القرض. بعد ذلك، انخفض القرض إلى النصف ليبلغ 500 رايخ مارك. وظل خصم مبلغ 250 رايخ مارك لكل طفل حافزًا قويًا، فضلاً عن تقديم مساعدة مالية أخرى، تسمى معونة الطفل (Kindergeld)، لتشجيع الأسر على إنجاب الأطفال. وكانت القروض حافزًا قويًا بشكل خاص للزواج بعد حدوث حمل خارج إطار الزواج الشرعي.
كانت تدفع الحكومة القروض بشكل جزئي من الضرائب المفروضة على الأشخاص غير المتزوجين، تسمى Ehestandshilfe (مساعدة الزواج، صندوق مساعدة الزواج). وكانت تفرض هذه الضريبة بمعدل 2-5% على إجمالي الدخل السنوي للأشخاص دون 55 عامًا الخاضعين لضريبة الدخل؛ بموجب قانون 16 أكتوبر 1934، وقد انضمت إلى ضريبة الدخل بدءًا من يناير 1935.
نتيجة برنامج قرض الزواج، كان الأثاث وتجهيزات المنزل ضمن قطاعات تجارة التجزئة القليلة التي شهدت توسعًا في ظل الرايخ الثالث؛ وهذا لم ينطبق على المتاجر الكبرى التي كانت مستبعدة بشكل خاص.
أسقطت حكومة ألمانيا الشرقية كافة قروض الزواج المستحقة الدفع في عام 1950، وفي عام 1972 أسست برنامج القروض الخاص بها، Ehekredit (ائتمان الزواج)، الذي كان يشبه كثيرًا قرض الزواج النازي: حيث تلقى المتزوجون حديثًا دون 26 عامًا قرضًا بلا فوائد بقيمة 5000 مارك ألماني شرقي، الذي تم خصمه تدريجيًا مع إنجاب الأطفال، ويشار إليه مرة أخرى باسم "abkindern".

## كتابات أخرى
- Ulrike Eichborn. "Ehestandsdarlehen. Dem Mann der Arbeitsplatz, der Frau Heim, Herd und Kinder". In Annette Kuhn, ed. Frauenleben im NS-Alltag. Bonner Studien zur Frauengeschichte 2. Pfaffenweiler: Centaurus, 1994. ISBN 978-3-89085-860-9. 48&ndash;64. (بالألمانية)

- Michelle Mouton. From Nurturing the Nation to Purifying the Volk: Weimar and Nazi Family Policy, 1918&ndash;1945. Publications of the German Historical Institute. Cambridge/New York: Cambridge University, 2007. ISBN 9780521861847.